# Clematis 'Doctor Ruppel'
Clematis 'Doctor Ruppel' — крупноцветковый сорт клематиса (ломоноса). Используется в качестве вьющегося декоративного садового растения.
Введён в культуру Jim Fisk.

## Описание сорта
Диплоид.
Высота 2,5—3 метра.
Цветки 15—20 см в диаметре. Ранние цветки могут быть полумахровыми.
Листочки околоцветника в количестве 6—8, 4—5 см длиной, розовые с красной полосой по центру, края слегка волнистые.
Тычиночные нити белые, пыльники кремово-бежевые (согласно другим источниками жёлтые).
Сроки цветения: май, июнь, сентябрь.

## Агротехника
Рекомендуется посадка в хорошо освещённых солнцем местах. К почвам не требователен.
Группа обрезки: 2 (у растений в возрасте 1 года осуществляется обрезка всех побегов на высоте около 30 см; у растений старше двух лет обрезают все побеги на высоте от 150 см).
Зона морозостойкости: 4b—9b.
Хорошо подходит для декорирования стен. В качестве опоры могут использоваться средней высоты кустарники. Может выращиваться в контейнерах.